# Mörk turism

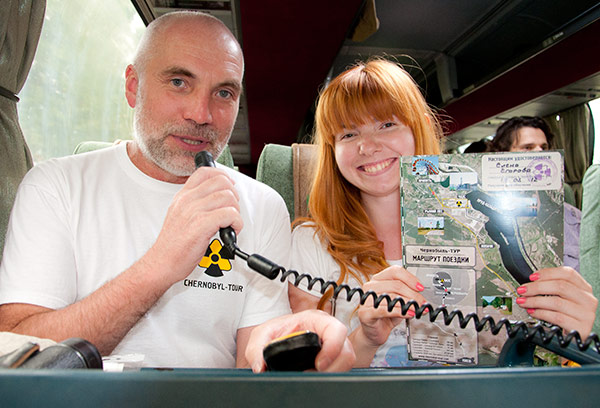
Chernobyl Tour arrangerar resor till Tjernobyl, ett exempel på mörk turism.

Mörk turism är ett fenomen där människor frivilligt besöker platser som är förknippade med dystopi, tragedi och död. Besöken görs inte på grund av intresse för det morbida utan snarare av intresse för platsens historia eller estetik. Själva begreppet är relativt nytt, men fenomenet sträcker sig långt bak i tiden. Ett urtida exempel är vandringar genom katakomber, något som gjorts i flera hundra år. Ett mer modernt exempel är turismen i Tjernobyl, platsen där Tjernobylolyckan inträffade 1986.